# 第27回インド国際映画祭
第27回インド国際映画祭（だい27かいインドこくさいえいがさい、27th International Film Festival of India）は、1996年1月10日から同月20日までニューデリーで開催された。1988年8月の情報・放送省による決定で、コンペティション部門は非開催となっている。この年は「アジアの女性監督」を対象にコンペティション部門が開催された。開催委員長はマダン・ラール・クラーナーが務め、開幕宣言はB・R・チョープラーが行った。
この年はイラン映画が特集されたほか、デーヴィス・アルカード、ジーン・ケリー、メーサーロシュ・マールタ、マンニ・マルテッリの回顧展が開催された。また、長年の映画界での活動を称え、ライナー・ヴェルナー・ファスビンダー、張芸謀、ルイ・マルの表彰が行われた。

## 受賞結果
- 長編映画部門金孔雀賞：『べにおしろい 紅粉（英語版）』 - リー・シャオホン（英語版）[1][3]